# Lycosa nigricans
Lycosa nigricans là một loài nhện trong họ Lycosidae.
Loài này thuộc chi Lycosa. Lycosa nigricans được Butt, Anwar & Tahir miêu tả năm 2006.